# نیلوفر اردلان
نیلوفر اردلان (زاده ۸ خرداد ۱۳۶۴ در تهران) بازیکن فوتبال و بازیکن فوتسال اهل ایران است که تجربه بازی و کاپیتانی در تیم ملی فوتبال زنان ایران و تیم ملی فوتسال زنان ایران را دارد؛ او در عرصه باشگاهی نیز برای تیم راه‌آهن تهران در رشته فوتبال و تیم‌های تجارت‌خانه بندرعباس، پرسپولیس تهران و دانشگاه آزاد اسلامی تهران در رشته فوتسال به میدان رفته‌است. وی هم‌اکنون سرمربی تیم فوتبال زنان سپاهان اصفهان است.
او در راه سفر تیم ملی فوتسال زنان ایران به رقابت‌های جام ملت‌های آسیا (۲۰۱۵-مالزی) با مخالفت همسر خود (مهدی توتونچی مجری ورزشی صدا و سیما) مواجه شد و نتوانست کاروان تیم ملی را در این تورنمنت همراهی کند؛ موضوعی جنجالی که به سوژه رسانه‌ها بدل شد و پس از پیگیری‌های فراوان و با کسب مجوز از دادستانی کل کشور، اردلان توانست همراه ملی‌پوشان به مسابقات قهرمانی فوتسال زنان جهان ۲۰۱۵ گواتمالا سفر کند.
اردلان در طول دوران بازی خود در لیگ فوتسال زنان ایران توانست پنج دوره عنوان قهرمانی را کسب کند تا سال‌ها رکوردی ویژه را برای خود به دست آورد.
نیلوفر اردلان در سال ۱۳۹۶ تصمیم به خداحافظی از دنیای فوتبال و دنیای فوتسال به عنوان بازیکن گرفت و رسماً وارد عرصه مربیگری شد.

## زندگی شخصی
وی فرزند اسماعیل اردلان دروازه‌بان سابق تیم فوتبال اکباتان است؛ او متولد و ساکن تهران بوده و یک خواهر دارد. همسر وی، مهدی توتونچی مجری برنامه لذت فوتبال شبکه ورزش بود که پس از مخالفتی که توتونچی با خروج از نیلوفر اردلان از کشور برای حضور در جام ملت‌های آسیا ۲۰۱۵ مالزی داشت، اردلان درخواست جدایی داد و طلاق گرفت. اردلان دارای یک فرزند به نام رادان است.

## دوران باشگاهی

### نقطه صفر و چالش انتخاب
یکی از معضلات فوتبال زنان و فوتسال زنان در ایران در ابتدای دهه ۸۰ این بود که زیرساخت‌های لازم برای فعالیت حرفه‌ای در رشته فوتسال وجود نداشت و بسیاری از علاقه‌مندان به این رشته بالاجبار کار خود را در مستطیل سبز آغاز نموده و سپس با گذر زمان و توسعه فوتسال زنان در ایران، فعالیت حرفه‌ای خود را در رشته مورد علاقه‌شان دنبال کردند.
نیلوفر اردلان نیز یکی از آن نفراتی بود که کارش را در فوتبال زنان آغاز کرد و پس از مدتی کوتاه و درخشیدن در عرصه باشگاهی و ملی و سابقه کاپیتانی در تیم ملی فوتبال زنان ایران تصمیم گرفت تا در رشته فوتسال کارش را ادامه دهد.

### راه‌آهن تهران
نیلوفر اردلان تصمیم گرفت تا دوران حرفه‌ای فوتبال خود را در باشگاه راه‌آهن تهران آغاز کند؛ او البته پیشنهادی هم از تیم‌های دیگری داشت اما به واسطه زندگی در تهران، پیشنهاد راه‌آهن را پذیرفت و رسماً فعالیت حرفه‌ای خود در فوتبال زنان شروع نمود. اردلان در دوران حضورش در راه‌آهن، تجربه حضور در مسابقات فوتبال زنان کشورهای اسلامی را هم به دست آورد که در این تورنمنت همراه راه‌آهن در جایگاه سوم ایستاد. ضمن آن‌که در بخش جوایز انفرادی نیز نیلوفر اردلان توانست عنوان خانم گلی مسابقات را از آن خود کند.

### تجارت‌خانه بندرعباس
اولین تجربه باشگاهی نیلوفر اردلان در رشته فوتسال، در بندرعباس رقم خورد؛ او پس از گذراندن روزهای درخشان در عرصه فوتبال، تصمیم گرفت تا در فوتسال هم فعالیت خود را آغاز کند و در اولین گام با مسئولان تجارت‌خانه بندرعباس به توافق رسید تا رسماً فعالیت فوتسالی‌اش را استارت بزند. حضور شهرزاد مظفر سرمربی نام‌آشنای فوتسال ایران در این تیم و ستارگانی که به دنبال تاریخ‌سازی برای فوتسال زنان ایران در عرصه ملی بودند، باعث شد تا اردلان برای توافق با این تیم هرمزگانی ترغیب شود.
او در دو فصل حضورش در این تیم توانست طعم شیرین قهرمانی در لیگ برتر فوتسال زنان ایران را بچشد تا شروعی درخشان را در عرصه فوتسال به مانند فوتبال رقم بزند.

### پرسپولیس تهران
اردلان از دوران کودکی علاقه ویژه‌ای به پرسپولیس داشت و سرانجام توانست در آغاز دهه ۹۰، به رؤیای دوران کودکی خود رنگ واقعیت ببخشد و در برهه کوتاه ورود باشگاه پرسپولیس به عرصه تیمداری در فوتسال زنان، پیراهن پرسپولیس را برای مدت سه فصل به تن کرد؛ هر چند او در کسب عنوان قهرمانی لیگ با پرسپولیس ناکام بود اما نایب قهرمانی و جایگاه سومی لیگ را در دوران حضورش در جمع سرخ‌پوشان به دست آورد تا به روزهای خوبش در فوتسال ادامه دهد و همزمان به یکی از مهره‌های کلیدی تیم ملی فوتسال زنان ایران نیز بدل شد.

### دانشگاه آزاد اسلامی تهران
حضور شهرزاد مظفر سرمربی موفق تیم ملی فوتسال زنان ایران و عدم وضع قانون محدودیت به‌کارگیری ملی‌پوش در یک تیم لیگ برتری، باعث شد تا اردلان دوباره فرصت همکاری با مظفر را در عرصه باشگاهی به دست آورد؛ همکاری که مجدداً تجربه قهرمانی را برای نیلوفر اردلان به ارمغان آورد تا در سال‌های پایانی حضورش در فوتسال، روزهای رؤیایی را سپری کرده و بتواند در اوج آمادگی در ترکیب دانشگاه آزاد اسلامی در کنار ستارگانی چون فرشته کریمی بدرخشد.

## بازی‌های ملی
اردلان به مانند روزهای باشگاهی‌اش در عرصه ملی هم چالش‌های متفاوتی را تجربه کرد، او هم با تیم ملی فوتبال زنان ایران توانست در تورنمنت‌های بین‌المللی فرصت حضور پیدا کند و هم در تیم ملی فوتسال زنان درخشید؛ شاید نقطه آغاز ماجراجویی‌های نیلوفر اردلان در عرصه ملی را بتوان در مسابقات مرحله مقدماتی المپیک لندن یافت و پس از آن تورنمنت که با ناکامی دختران ایرانی در مسیر صعود به المپیک همراه بود، اردلان با تیم ملی فوتسال زنان در تورنمنت داخل سالن آسیا به میزبانی کره جنوبی در سال ۲۰۱۲ شرکت کرد که در آن تورنمنت تیم ملی فوتسال زنان ایران به عنوان نایب قهرمانی رسید.
سپس نوبت به حضور با تیم ملی فوتسال زنان در دو دوره تورنمنت مسابقات قهرمانی فوتسال زنان جهان که به جام جهانی کوچک معروف است، رسید که در جام جهانی کوچک ۲۰۱۲ پرتغال، تیم ملی ایران به جایگاه هفتم رسید و در جام جهانی کوچک ۲۰۱۳ اسپانیا نیز تیم ملی ایران در جایگاه پنجم جهان ایستاد که در هر دو افتخار به دست آمده، نیلوفر اردلان نقش پررنگی را ایفا کرد.
کسب مقام نایب قهرمانی همراه تیم ملی فوتبال زنان ایران در تورنمنت فوتبال زنان غرب آسیا به میزبانی اردن، مقام هفتم در مسابقات فوتبال زنان دانشجویان جهان به میزبانی برزیل و مقام هفتم جهان در جام جهانی کوچک فوتسال زنان به میزبانی گواتمالا از دیگر افتخارات ارزشمند نیلوفر اردلان در دوران ملی است که در دو رشته فوتبال و فوتسال برای او به دست آمده و در این دستاوردهای بزرگ ملی، اردلان نیز نقش درخشان و محسوسی داشته‌است.

## خداحافظی از دوران بازی
پس از آن‌که نیلوفر اردلان به دلیل مخالفت همسرش نتوانست تیم ملی فوتسال زنان ایران در راه مسابقات جام ملت‌های آسیا ۲۰۱۵ مالزی همراهی کند، او به دنبال خداحافظی از میدان‌ها و ورود به عرصه مربیگری بود؛ در آن مقطع زمانی، ورود دستگاه‌های مختلف و حمایت از اردلان و رفع مشکل او برای سفر به جام جهانی کوچک گواتمالا در سال ۲۰۱۷، سبب شد تا موقتاً از تصمیم خداحافظی خود منصرف شود اما سرانجام در اواخر سال ۱۳۹۶ او تصمیم به خداحافظی از دنیای فوتبال و فوتسال گرفت و فعالیت خود را در عرصه مربیگری آغاز کرد.

## دوران مربیگری

### آغاز مربیگری در فوتبال
او یکی از چهره‌هایی بود که پس از خداحافظی از دوران بازیگری، خیلی زود وارد جرگه مربیان شد و تلاش‌های خود را برای گذراندن کلاس‌های مربیگری آغاز کرد؛ اردلان خیلی زود هم در رشته فوتبال و هم در رشته فوتسال توانست پلکان ترقی مربیگری را طی کند و مدرک مربیگری A فوتبال آسیا و مدرک مربیگری سطح یک فوتسال آسیا را به دست آورد. او به مانند دوران بازیگری‌اش در عرصه مربیگری هم کارش را با فوتبال آغاز کرد و اولین تجربه فوتبالی‌اش، حضور به عنوان مربی و دستیار در تیم ملی فوتبال زنان زیر ۱۴ سال ایران بود و در مسابقات فوتبال زنان آسیای مرکزی (کافا) توانست همراه دختران جوان ملی‌پوش، اولین افتخار دوران مربیگری‌اش را با قرارگیری تیم ایران در جایگاه سوم کسب کند.
پس از این تجربه موفق، اردلان یک پله دیگر ترقی کرد و در تیم ملی فوتبال زنان زیر ۱۶ سال ایران کارش را در کسوت مربی آغاز کرد و همراه این تیم به مسابقات فوتبال زنان آسیای مرکزی (کافا) رفت که این‌بار مقام نایب قهرمانی نصیب دختران ایرانی شد.

### ورود به عرصه مربیگری فوتسال
شروع درخشان مربیگری در رشته فوتبال، باعث شد تا اردلان برای ادامه کار در عرصه سرمربیگری با چند پیشنهاد مواجه شود که سرانجام تصمیم گرفت کارش را در تیم فوتسال زنان سایپا دنبال کند و رسماً اولین تجربه سرمربیگری‌اش را به دست آورد؛ تجربه‌ای که بسیار موفق هم بود و او توانست در اولین سال حضورش در لیگ برتر فوتسال زنان ایران در کسوت سرمربی، عنوان نایب قهرمانی را به دست آورد و در مصاف فینال دستش از جام قهرمانی کوتاه ماند.
پس از گذراندن یک نیم فصل موفق در سایپا، پیشنهادی همزمان با سرمربیگری سایپا از سوی فدراسیون فوتبال ایران مطرح شد تا نیلوفر اردلان در نقش سرمربی تیم ملی فوتسال زنان زیر ۲۰ سال ایران فعالیت کند؛ پیشنهادی که با چراغ سبز اردلان همراه شد و اولین جام او در نقش سرمربی با تیم ملی فوتسال زنان زیر ۲۰ سال ایران در تورنمنت مسابقات فوتسال زنان آسیای مرکزی به دست آمد.

### فعالیت آکادمی و استعدادیابی

نیلوفر اردلان یکی از شرکت کنندگان در سمینار دانش افزایی مربیان برتر (نخبه) آسیا در ژاپن در سال ۲۰۱۷ بود.

پس از پایان فصل ۱۳۹۸–۱۳۹۹ نیلوفر اردلان تصمیم به جدایی از سایپا گرفت و شرایط همه‌گیری کرونا نیز باعث تعطیلی اردوهای تیم ملی شد؛ این اتفاق منجر به آن گردید تا اردلان که مؤسس اولین آکادمی دائمی فوتبال زنان در ایران به‌شمار می‌رود، بیشتر فعالیت خود را در حوزه آکادمی دنبال کند و به دنبال کشف استعدادهای تازه برود.
البته اردلان پیشنهادی برای ادامه فعالیت خود در عرصه مربیگری در خارج از ایران داشت و با مسئولان تیم العربی کویت وارد مذاکره شده بود که به دلیل شرایط کرونایی، این انتقال موفقیت‌آمیز نبود و وی نتوانست در قامت سرمربی لژیونر کار خود را دنبال کند.
اتفاق جالب‌توجه در حوزه فوتبال آکادمی این‌که نیلوفر اردلان با توجه به شرایط پاندمی کرونا و همچنین سهولت در عضویت فوتبال‌آموزان تصمیم گرفت به عنوان اولین آکادمی فوتبال زنان نیز اقدام به تأسیس سایت جهت ثبت نام آنلاین و همچنین اطلاع از دیگر خدمات آکادمی فوتبال اردلان کرد.

### سرمربیگری در تیم فوتسال زنان پیکان
پس از یکسال دوری از عرصه مربیگری در لیگ برتر فوتسال زنان ایران و فعالیت در حوزه آکادمی فوتبال، اردلان پس از مذاکره با مدیران باشگاه پیکان تهران که برای اولین فصل تصمیم به تیمداری حوزه فوتسال زنان گرفته بودند، و در شرایطی که نام او به عنوان یکی از جدی‌ترین گزینه‌های سرمربیگری تیم ملی فوتسال زنان ایران مطرح بود، با خودروسازان به توافق رسید و سرمربی تیم فوتسال زنان پیکان تهران در لیگ برتر فوتسال زنان ایران ۱۴۰۰ شد.

## حاشیه‌ها

### اتفاقات جنجالی
پس از حواشی که برای نیلوفر اردلان برای خروج از کشور همراه تیم ملی فوتسال زنان ایران پیش آمد و همسر او اجازه خروجش را نداد، بسیاری از رسانه‌ها و مطبوعات داخلی و خارجی این موضوع را زیر ذره‌بین خود بردند و به سوی موشکافانه مورد بررسی قرار دادند؛ ضمن آن‌که دستگاه‌های ذی‌ربط با پیگیری‌های فدراسیون فوتبال وارد عمل شدند تا اردلان بتواند در تورنمنت‌های بعدی تیم ملی را همراهی کند. همچنین در سال ۱۳۹۶ فیلم سینمایی عرق سرد به کارگردانی و نویسندگی سهیل بیرقی براساس داستان و اتفاقاتی که برای نیلوفر اردلان رخ داده بود، ساخته شد و در سی و ششمین جشنواره فیلم فجر نیز اکران شد و باران کوثری که در نقشی مشابه نیلوفر اردلان بازی می‌کرد، توانست دیپلم افتخار برترین بازیگر زن جشنواره را از آن خود کند.

### واکنش به عدم پخش مسابقات فوتبال و فوتسال زنان
در اوایل بهمن‌ماه ۱۳۹۹ و در زمانی که تیم دختران ستاره هشتم در برنامه عصر جدید اجرای خود را انجام داد، نیلوفر اردلان در پیامی اینستاگرامی به درخشش این دختران واکنش نشان داد و با اشاره به حضور آن‌ها در برنامه تلویزیونی با پوشش کاملاً اسلامی، بابت عدم پخش مسابقات فوتبال و فوتسال زنان انتقاد کرد و در یادداشتی اینستاگرامی از رسانه‌ها خواست تا توجهی بیشتری نسبت به فوتبال و فوتسال زنان داشته باشند.

### تکرار تاریخ پس از ۶ سال
پس از اتفاقی که برای نیلوفر اردلان در راه سفر به جام ملت‌های آسیا مالزی افتاد، در اواخر سال ۱۳۹۹ سمیرا زرگری سرمربی تیم اسکی آلپاین ایران در راه خروج همراه تیم ملی برای شرکت در مسابقات جهانی ایتالیا متوجه شد که از سوی همسرش ممنوع‌الخروج شده و نمی‌تواند از ایران خارج شود، مسئله‌ای که باعث شد تا پس از ۶ سال مجدداً موضوع ممنوع‌الخروجی نیلوفر اردلان در رسانه‌ها مطرح شده و در مطبوعات نیز مورد بررسی دوباره قرار گیرد. ضمن آن‌که اردلان نیز در این اتفاق، به حمایت از زرگری پرداخت و با انتشار پیام‌هایی در صفحه شخصی خود به ضعف‌های قانونی دربارهٔ حقوق زنان اشاره کرد.

## فعالیت‌های رسانه‌ای
خارج از فضای فوتبالی نیز نیلوفر اردلان فعالیت‌هایی را هم در عرصه رسانه دنبال می‌کرد؛ او در اولین دوره برنامه خانم گزارشگر که از سوی سایت تماشا و با حمایت وبگاه خبری ورزش سه به عنوان کارشناس و داور حضور داشت و ضمن آن‌که در شبکه دو صدا و سیمای جمهوری اسلامی ایران و برنامه ورزش از نگاه دو در نقش مجری حضوری کوتاه‌مدت را تجربه کرد تا در فضای رسانه‌ای نیز فعالیت‌هایی را انجام دهد.
او البته در صفحه شخصی اینستاگرامی‌اش فعالیت‌های مطالبه‌گرایانه زیادی در حوزه ورزش زنان دارد و در تلاش است تا بتواند زیرساخت‌های لازم برای رسانه‌ای شدن و بیشتر دیده شدن ورزش زنان را فراهم آورد.

## افتخارات

### بازیکن

#### باشگاهی
- قهرمانی در لیگ برتر فوتسال زنان ایران به همراه تیم تجارت‌خانه بندرعباس
- قهرمانی در لیگ برتر فوتسال زنان ایران به همراه تیم دانشگاه آزاد اسلامی تهران
- مقام سوم در مسابقات فوتبال زنان کشورهای اسلامی به همراه تیم راه‌آهن تهران

#### ملی
- نایب قهرمانی در مسابقات فوتبال زنان غرب آسیا (به میزبانی اردن)
- مقام هفتم در مسابقات فوتبال زنان دانشجویان جهان (به میزبانی برزیل)
- نایب قهرمانی در مسابقات فوتسال زنان داخل آسیا ۲۰۱۲ کره جنوبی
- مقام هفتم جهان در جام جهانی کوچک فوتسال زنان ۲۰۱۲ پرتغال
- مقام پنجم جهان در جام جهانی کوچک فوتسال زنان ۲۰۱۳ اسپانیا
- مقام هفتم جهان در جام جهانی کوچک فوتسال زنان ۲۰۱۵ گواتمالا

### مربیگری

#### باشگاهی
- قهرمانی در لیگ برتر فوتسال زنان ایران ۱۴۰۰ به همراه تیم پیکان تهران [۲۱]
- قهرمانی در سوپرلیگ فوتسال زنان ایران ۱۴۰۱ به همراه تیم پیکان تهران[۲۲]

#### ملی
- قهرمانی در مسابقات فوتسال زنان آسیای مرکزی به همراه تیم تیم ملی فوتسال زنان زیر ۲۰ سال ایران [۲۳]